# Jeton Kelmendi
Jeton Kelmendi (Peć, 1978.) je kosovski pjesnik i publicist dramatičar, prevodilac, izdavač, profesor univerziteta i akademik.

## Životopis
- Rođen u Peći na Kosovu (1978), Jeton Keljmendi je u rodnom mestu završio osnovnu školu. Kasnije je nastavio studije na Sveučilištu u Prištini i stekao zvanje bečelora umjetnosti i masovne komunikacije. Diplomirao je na Slobodnom sveučilištu u Bruxellesu (Belgija) na specijalističkim studijama iz Međunarodne bezbednosti. Završio je drugi master iz diplomacije. Keljmendi je doktorirao na temi „Uticaj medija na pitanja političke bezbednosti EU“. Profesor je na AAB Sveučilištu. Redovan je član Europske akademije nauka i umjetnosti u Salzburgu (Austrija). Dugi niz godina piše poeziju, prozu, eseje i kratke priče. Stalni je suradnik mnogih novina u Albaniji i inozemstvu, gdje piše o mnogim kulturnim i političkim temama posebno u vezi s međunarodnim poslovima. Postao je poznat na Kosovu po objavljivanju prve knjige pod nazivom „Vek obećanja“ („Shekulli i Premtimeve”) objavljene 1999. Kasnije je objavio čitav niz žanrovski različitih knjiga. Njegove pjesme prevedene su na više od 27 jezika i objavljene u nekoliko međunarodnih antologija. On je najprevođeniji albanski pjesnik u Europi. Prema mišljenju mnogih književnih kritičara, Keljmendi je istinski predstavnik moderne albanske poezije. Međunarodni kritičari i pesnici objavili su o njemu mnogo priloga, smatrajući ga velikim europskim pjesnikom. Član je mnogih međunarodnih pjesničkih klubova i suradnik brojnih književnih i kulturnih časopisa, posebno na engleskom, francuskom i rumunjskom jeziku. Značaj njegovog književnog stvaralaštva zasniva se na osobenom poetskom izrazu, savremenom istraživanju teksta i dubini poruke. Uglavnom je fokusiran na ljubavnu tematiku i eliptične stihove prožete bogatim metaforama i jedinstvenom simbolikom. Trenutno boravi i radi u Bruxellesu, Belgiji i Prištini na Kosovu.

## Kritičari o Kelmendijevom pjesništvu
- Kritičari primjećuju Kelmendijev osobit odnos prema poeziji kao umjetnosti. To je očito u porukama koje svojim pjesništvom šalje. Uočljiva je posebnost njegova pjesničkog jezika, kreativan odnos spram koncepta i figurativnosti koju ne doživljava kao puko sredstvo. Osobitost njegove poezije je vertikalnost i igranje s figurativnosti u vremenu i biti, ali njegova krucijalna opcija jest etičko i odgovorno kazivanje riječi. U izboru tema prevladavaju ljubavni motivi i osobni doživljaj realnosti. Jeton Kelmendi stvara trodimenzionalnu poeziju, prožetu originalnim tradicijskim elementima, zgodno uklopljenim u njegovo viđenje aktualnih zbivanja.[1]

## Objavljene knjige
- 1.	“Vek obećanja” (“Shekulli i Premtimeve”), 1999 (poezija)[2]
- 2.	“Iza tišine” (“Përtej Heshtjes”), 2002 (poezija)
- 3.	“Ako je podne” (“Në qoftë mesditë”), 2004 (poezija)
- 4.	“Domovino, oprosti” (“Më fal pak Atdhe”), 2005, (poezija)
- 5.	“Kuda idu dolasci” (“Ku shkojnë ardhjet”),2007 (poezija)
- 6.	“„Stigli ste zbog tragova vetra” (“Erdhe për gjurmë të erës”), 2008 (poezija)
- 7.	“Vreme kada ima vremena” (“Koha kurë të ketë kohë”), 2009 (poezija)[3]
- 8.	“Lutajuće misli” (“Rrugëtimi i mendimeve“), 2010 (poezija)[4]
- The baptize of spirit (Pagezimi I shpirtit), 2012 poetry
- 9.	“Krštenje duha” (Pagezimi I shpirtit), 2012 (poezija)
- 10.	“Dozivam zaboravljene stvari” (Thërras gjërat e harruara), 2013 (poezija)

## Objavljene drame
- •	“Gospođa Reč” (“Zonja Fjalë”), 2007 (drama)[5]
- •	“Drama i antidrama” (Lojë dhe kundër lojë), 2011 (drama).

## Politički radovi
- 1.	„Misija EU na Kosovu posle nezavisnosti“ (SAD, 2010)
- 2.	„Loša vremena za znanje“ (2011, Priština, Kosovo)
- 3.	„Misije NATO – EU, suradnja i kompetencije“ (2012, Tirana, Albanija)
- 4.	„Uticaj medija na političku stabilnost EU“ (2016, Bruxelles, Belgija).

## Objavljene knjige na stranim jezicima
- 1.	“Ce mult s-au rãrit scrisorile” (“Sa fortë janë rralluar letrat”) Rumunjska
- 2.	“A respiration” (“Frymëmarrje’) Indija
- 3.	“Dame parol,” drama, Francuska
- 4.	“COMME LE COMMENCEMENT EST SILENCIEUX” (“When start the silence”), poezija, Pariz, Francuska[6] poetry; Paris, France[7][8]
- 5.	“ΠΟΥ ΠΑΝΕ ΟΙ ΕΡΧΟΜΟΙ (“Where go the comings”), poezija, Grčka
- 6.	“Wie wollen (“Si me dashtë”), poezija, Njemačka
- 7.	Frau Wort (Miss word) drama, Njemačka[9]
- 8.	A Palavra Evitou o Silêncio/(Words croses the silence), poezija, Brazil
- 9.	Nasil sevmeli (Si me dashtë) poezija, Turska
- 16.	 NA VERHІV’Ї ČASU (In the bigening of time) poezija, Ukrajina[10]
- 17.	 How to reach yourself, poezija, SAD
- 18.	 V zenite vremeni istlevšego (A vers on top of the time gone), poezija, Rusija
- 19.	 34首封面 (34 poemus) poezija, Kina[11]
- 20.	 “فواصل للحذف ” (Elliptical dots) poezija, Egipat[12][13]
- 21.	 Pensamientos del Alma (Thoughts of the spirit), 2014, poezija, Španjolska[14]
- 22. 	Xewnên di dîwêr de (How to love) poezija, Kurdistan- Turska, 2015
- 23. 	Cómo Llegar A Ti Mismo (How to love) poezija, Argentina 2015
- 24.	 Com Retrobar-Se (How to love) poezija, Katalonija, 2015
- 25. Prescurtarea departarilor (Shortening distances), poezija, Rumunjska, 2016
- 26. 	Rănile cuvântului (Plagët e fjalës) poezija, Moldavija 2018
- 27.	 思想狩獵愛 (Thoughts Hunt the Loves) poezija, Tajvan, 2018.
- 28. Wybrane wiersze (Selected poems) poezija, Poljska, 2018.
- 29.	 Düsünceye götüren misralar (How to know) poezija, Turska, 2018.
- 30.	 Divlja ćutanja (Wild silence) poezija, Beograd, Srbija, 2018.
- 31.	 Doba ljubavi (Eatg of love) poezija, Podgorica, Crna Gora, 2018.
- 32.	 Cudbinski prostor (Destiny space) poezija, Sjeverna Makedonija 2018.
- 33.	 Tra realtà e sogno (Between the reality and dreams) poezija, Italija, 2019.
- 34.	 Čas ljubezni (Love moments) poezija, Slovenija, 2019.
- 35.	 Savaş zamaninda eşq (Love in war time) poezija, Azerbejdžan, 2019.

## Knjige u prevodu Jetona Keljmendija
- 1.	Plagët e bukurisë by Athanase Vantchev de Thracy (France), prevod s francuskog zajedno s Gjovalin Kola.
- 2.	Hijet e dritës by Skënder Sherifi (Belgium), prevod s francuskog.
- 3.	Gjuha e botës (International Poetry Antholgy) (10 pesnika iz 10 zemalja) prevod s engleskog i francuskog.
- 4.	Sheshi i shikimeve (International Poetry Anthology) (13 pesnika iz 13 zemalja) prevod s engleskog.
- 5.	E di kush je by Erling Kittelsen (Norwey), prevod s engleskog.
- 6.	Emrimi i gjërave by Zhang Zhi Diablo (Chine), prevod s engleskog.
- 7.	Vetmia e erës by Bill Wolak (USA), prevod s engleskog.
- 8.	Trokas në mendjen tënde by Alicja Kuberska, Poland, prevod s engleskog.
- 9.	Tingujt e Mendimeve by Lee Kuei-shien, Taiwan. prevod s engleskog.
- 10.	 Kam mësuar ca gjëra by Ataol Behramoglu, Istambul. prevod s engleskog.
- 11.	 Pakti im – Testament by Ernesto Kahan, Telaviv, prevod s engleskog.
- 12.	 Rreth dy botëve by Maria Miraglia, Romë, prevod s engleskog.

## Članstvo
- •	Član Europske akademije znanosti i umjetnosti, Salzburg (Austrija),
- •	Član Udurženja profesionalnih novinara Europe, Bruxelles (Belgija),
- •	Član Europske akademije, umjetnosti i književnosti, Pariz (Francuska),
- •	Član Akademije znanosti i visokog obrazovanja, Kijev (Ukrajina),
- •     Član Međunarodnog PEN frankofonog kluba Belgije, Bruxelles (Belgija),
- •	Počasni član Međunarodne akademije „Mihaj Eminesku“ (Rumunjska),
- •	Član Euroazijskog udruženja pisaca.

## Međunarodne nagrade
- 1.  Počasni doktor nauka Instituta u Ukrajini i Ukrajinske akademije znanosti i umjetnosti, Kijev.
- 2.  Počasni doktor nauka Nacionalnog sveučilišta Del Est, Paragvaj, 2017.
- 3.  Međunarodna nagrada „Solenzara“, Pariz, Francuska, 2010.[15]
- 4.  Međunarodna nagrada „Nikolaj Gogolj“, Ukrajina, 2013.
- 5.  Međunarodna nagrada „Aleksandar Veliki“, Grčka, 2013.
- 6.  Međunarodna nagrada za knjigu, Đakovica, Kosovo, 2011.
- 7.  Međunarodna nagrada „Svijet poezije“, Sarajevo, BiH, 2013.
- 8.  Međunarodna nagrada „Prevodilac godine“, Kina, 2013.[16]
- 9.  Međunarodna nagrada „Majka Tereza“, Đakovica, Kosovo, 2013.
- 10. Međunarodna nagrada „Ludvig Nobel“, Udmurtija, Rusija, 2014.[17]
- 11. Međunarodna nagrada „Mihaj Eminesku“, Rumunija, 2016.
- 12. Međunarodna nagrada „Pesnik godine“, 2016.
- 13. Međunarodna nagrada „Svetska ikona mira“, Nigerija, 2017.
- 14. Međunarodna nagrada „Svetska književnost“, Kazahstan, 2017.
- 15. Ambasador mira Svetskog instituta za mir, 2017.
- 16. Međunarodna nagrada Europske akademije znanosti, umjetnosti i književnosti, Pariz, Francuska, 2018.
- 17. Međunarodna nagrada „Matej Arnold“, Indija, 2018.
- 18. Međunarodna nagrada “Special Ganadores del concurso”, Bolivija, 2019.

## Studije za Kelmendi
- Dr. Irena Gjoni, Poeti shqiptar, Studije o kreativnosti Jetona Kelmendija[18]

## Vanjske poveznice
- Gospođa Riječ i Gospodin Misao